# Bulingtar
Bulingtar (en népalais : बुलिङटार) est un comité de développement villageois du Népal situé dans le district de Nawalparasi. Au recensement de 2011, il comptait 3 608 habitants.